# Sharjah FC
O Sharjah Football Club é um clube profissional de futebol sediado em Sharjah, nos Emirados Árabes Unidos.

## História
O Sharjah FC foi fundado em 1966 sob o nome do clube do al-Orouba e em 1974 fundiu com um clube existente nomeado Al-Khaleej (que restabelecia mais tarde). "Sharjah" conhecido como o clube da cultura" foi registado oficialmente em 1978.
O Sharjah FC é conhecido na história do futebol dos EAU por ser o primeiro vencedor da liga de futebol dos EAU em 1973-1974. O clube ganhou mais quatro títulos nos anos 1980 e 1990 em um período da prosperidade grande para o futebol dos Emirados Árabes Unidos. Em uma década, quando os EAU qualificaram para a Copa do mundo de 1990 (Itália), o Sharjah FC forneceu a equipe nacional com nove jogadores que ajudaram em promover o clube e em criar grupos de suporte através do país.
Apelidado "o rei da copa", Sharjah FC prende o registro para as vitórias da copa. Conquistou oito vezes a Copa do Presidente.

## Títulos

### Nacional
- Campeonato Emiradense: 6 (1974, 1987, 1989, 1994, 1996 e 2019)
- Copa do Presidente: 10 (1979, 1980, 1982, 1983, 1991, 1995, 1998, 2003, 2022 e 2023)
- Super Copa EAU: 3 (1994, 2019 e 2022)

### Continental
- Liga dos Campeões Dois da AFC: 1 (2024–25)